# Ctenotus rawlinsoni
Ctenotus rawlinsoni este o specie de șopârle din genul Ctenotus, familia Scincidae, descrisă de Ingram 1979. Conform Catalogue of Life specia Ctenotus rawlinsoni nu are subspecii cunoscute.